# Rosa (中山美穂の曲)
「Rosa」（ローザ）は、中山美穂の22枚目のシングル。1991年7月16日にキングレコードからリリースされた。規格品番はCDS:KIDS-41。

## 概要
タイトルはイタリア語でバラを意味する。
表題曲「Rosa」は濃厚なラテン風のアレンジが特徴的なハウス・ナンバー。原題は「チョットドウシタノ」であったが、後に自身で「Rosa」のタイトルに変更した。作詞にクレジットされている ″一咲（いっさく）″とは、井上ヨシマサの楽曲に中山本人が作詞をした際に使用したペンネームである。1987年から1988年頃は ″北山瑞穂″ というペンネームを使用していた。
作曲を担当した井上ヨシマサとはこの曲で出会い、同年末に交際が発覚。中山本人が会見を開き交際を公のものとした。
歌番組で披露される際は、バックダンサーを数人携えて踊りながら歌うスタイルが多かった。
同年の大晦日に放送された『第42回NHK紅白歌合戦』ではこの曲が披露された。 

## 収録曲
1. Rosa
作詞: 一咲 / 作曲: 井上ヨシマサ / 編曲: ATOM
2. Dream
作詞: 一咲 / 作曲: 井上ヨシマサ / 編曲: ATOM

## 楽曲の収録アルバム
- Rosa
  - DANCE BOX - Remix Version
  - Miho's Select - Album Version
  - COLLECTION III
  - TREASURY
  - Complete SINGLES BOX
  - R40本命アイドル（オムニバスアルバム）
  - 中山美穂 パーフェクト・ベスト
  - 30th Anniversary THE PERFECT SINGLES BOX
  - All Time Best

- Dream
  - YOUR SELECTION 2
  - Complete SINGLES BOX
  - 30th Anniversary THE PERFECT SINGLES BOX